# Chioma (botanica)
La chioma è una struttura epigea delle piante composta da foglie, frutti, gemme, germogli e rami; è sorretta dallo scheletro (tronco e branche). In base al genotipo, la chioma può assumere diversi aspetti: assurgente o eretto, fastigiato, colonnare, aperto o espanso, pendulo e piangente.
La forma geometrica della chioma si può decidere con la potatura, ovvero con la periodica (generalmente una o due volte all'anno) asportazione di parti della struttura epigea delle piante. In pratica, la potatura serve a mantenere costante la produzione delle piante arboree (in particolare quelle da frutto) e, in certi casi, a regolare il loro stato fitosanitario (ad esempio rimuovendo tessuti deboli o malati).